# Симоново (Верхневолжское сельское поселение)
Симоново — деревня в Калининском районе Тверской области. Входит в состав Верхневолжского муниципальньного округа.

## География
Деревня находится в юго-восточной части Тверской области на расстоянии приблизительно 40 км на юг-юго-запад от города Тверь.

## История
Деревня (тогда Симанова) была отмечена на карте еще 1840 года как поселение с 25 дворами. В 1859 году здесь (деревня Старицкого уезда Тверской губернии) было учтено 32 двора. Ныне имеет дачный характер.

## Население
Численность населения: 253 человека (1859 год), 0 как в 2002 году, так и в 2010.